# Udo Horstmann
Udo Horstmann (* 1941 in Witten) ist ein deutscher Geschäftsmann, Kunstsammler, Mäzen und ehemaliger Diplomat.

## Leben
Horstmann wuchs in Nordrhein-Westfalen auf. Nach dem Wehrdienst studierte er in Köln Betriebswirtschaft und trat anschließend in den diplomatischen Dienst des Auswärtigen Amtes ein. Es folgten geschäftliche Aufenthalte in den USA und Südafrika von 1970 bis 1980. Er arbeitete hier als zentraler Kooperationspartner für Marc Rich, dem daran gelegen war, Rohstoff-Embargos gegen das dortige Apartheidsregime zu umgehen. Horstmanns diesbezügliche Bedeutung zeigte sich auch darin, dass bei den vierteljährlichen Treffen der obersten Führungskräfte von Richs Unternehmen in Zürich stets das Codewort „Udo“ für Südafrika verwendet wurde Weiter war er in verschiedene Rohstoff-Termingeschäfte im Zusammenhang mit russischer Kohle während des Kalten Krieges involviert.
Neben seiner geschäftlichen Tätigkeiten war er auch Deutscher Botschafter in verschiedenen afrikanischen Ländern, u. a. in Benin (1967–1971), Kamerun (1971–1975) und Senegal (1979–1983). 
Ab 1980 war er zusätzlich Botschafter in Guinea-Bissau.
Nach Abschluss seiner Arbeit in Afrika Ende der 1980er Jahre setzte er sich zur Ruhe, wirkte aber noch im Vorstand verschiedener Firmen. Offenbar steuerliche Erwägungen bewirkten 1981 Horstmanns Übersiedlung nach Zug im Kanton Zug in der Schweiz. Horstmann lebt in Zug und Berlin.
Horstmann ist Mitglied der Clausewitz-Gesellschaft und hat den Rang eines Oberstleutnants der Reserve inne.

## Sammlung außereuropäischer Kunst
Seit den 1980er Jahren begann Horstmann auf dem internationalen Kunstmarkt Sammlungen afrikanischer und ozeanischer Kunst aufzubauen, die durch Ausstellungen und Publikationen weltweite Bekanntheit erlangten. Im Zusammenhang mit den Ausstellungen seiner Sammlungs-Objekte erfolgten verschiedene Kooperation mit Museen.
Horstmann gab im Laufe der Jahre Objekte seiner Sammlung als Geschenke an internationale Museen, u. a. an das Museum Rietberg in Zürich, an das Museum of Fine Arts in Boston und an das Brooklyn Museum in New York City. Im Jahr 1992 erfolgte eine besonders umfangreiche Schenkung südafrikanischer Kunst an die Johannesburg Art Gallery.
Er beteiligte sich auch an gesellschaftlichen Diskursen der Rezeption außereuropäischer Kunst, des Kunstmarktes wie des Ausstellungswesens. Seine öffentliche Kritik an der Sammlung Reinhard Klimmt war Teil kontrovers geführter Debatten.

## Ehrungen
Am 30. August 1984 wurde Udo Horstmann, seinerzeit wohnhaft in Pech (Wachtberg), mit dem Großen Verdienstkreuz der Bundesrepublik Deutschland ausgezeichnet.
Für seine Verdienste um den Erhalt des französischen Kulturerbes wurde Udo Horstmann am 17. Mai 2016 von Audrey Azoulay, der damaligen Ministerin für Kultur und Kommunikation, zum „Chevalier de l' Ordre des Arts et des Lettres“ ernannt.

## Weiteres
Laut Rainer Erler ist die Person des Istvan Kaltenbach in seinem Roman „Die Kaltenbach-Papiere“ (wie auch in dessen Verfilmung) an Udo Horstmann angelehnt.
| Vorgänger                       | Amt                                                  | Nachfolger  |
| ------------------------------- | ---------------------------------------------------- | ----------- |
| Hanns-Gero von Lindeiner-Wildau | Deutscher Botschafter in Yaounde (Kamerun) 1971–1975 | Rolf Enders |